# 로널드 프리드먼
로널드 프리드먼(영어: Ronald Freedman, 1917-2007)은 인구학자이자 미시간대학 인구연구소(Population Studies Center, 영어판)의 창립자이다. 그는 아시아 국가들의 출산율에 대한 조사 연구를 주도했다.